# Langolen
 Langolen  es una población y comuna francesa, situada en la región de Bretaña, departamento de Finisterre, en el distrito de Quimper y cantón de Briec.

## Demografía
| 833 | 773 | 692 | 641 | 648 | 684 |
| Para los censos de 1962 a 1999 la población legal corresponde a la población sin duplicidades (Fuente: INSEE [Consultar]) |     |     |     |     |     |